# Microthuidium
Microthuidium là một chi rêu trong họ Thuidiaceae.